# Masaniello Parise
Masaniello Parise (Torino, 2 novembre 1850 – Roma, 18 gennaio 1910) è stato un maestro di scherma italiano dell'Accademia nazionale di scherma e direttore della Scuola magistrale militare.
Scrisse un importante trattato di scherma. È considerato esponente della Scuola italiana di scherma.

## Biografia
Nacque a Torino poiché il padre Achille era fuggito da Napoli dopo essere stato condannato a morte per la sua partecipazione ai moti del 1848.
Discendente da una famiglia di maestri di scherma, fu allievo prima del padre a Firenze, e poi dello zio Raffaello Parise a Napoli.
Ancora adolescente si arruolò come volontario al seguito di Giuseppe Garibaldi con il quale combatté nella campagna del 1866 ottenendo il grado di caporale, l'anno successivo prese parte alla battaglia di Mentana.
Nel 1883 il Ministero della guerra bandì un concorso per scegliere il direttore della nuova Scuola Magistrale Militare con sede a Roma: il trattato presentato dal Parise risultò essere quello prescelto dalla commissione a scapito di quello scritto da Giuseppe Radaelli, maestro della scuola milanese. La nomina originò polemiche tra gli esponenti delle due scuole, anche per questo motivo una volta entrato in carica decise di nominare come vicedirettori due allievi di Radaelli. Il trattato del Parise rimase il testo di riferimento per la formazione dei maestri di scherma italiani sino agli anni 70 del Novecento.Uno dei suoi allievi più famosi fu il riformatore di scherma Luigi Barbasetti.

### Morte
Morì a Roma all'età di sessant'anni a causa di un malore improvviso, le sue spoglie sono sepolte presso il cimitero del Verano.

## Opere
- Trattato teorico-pratico della scherma di spada e sciabola, preceduto da un cenno storico sui duelli[1], Tipografia Nazionale, Roma, 1884.
- Manuale Cavalleresco, Enrico Voghera, Roma, 1897.
- Scherma da terreno appendice al Trattato teorico-pratico della scherma di spada e sciabola, Casa Editrice Nazionale, Roma, 1904.